# Thiago Cionek
Thiago Rangel Cionek (ur. 21 kwietnia 1986 w Kurytybie) – brazylijsko-polski piłkarz, występujący na pozycji obrońcy w klubie Cavese. W latach 2014–2018 reprezentant Polski.
Wychowanek Vila Hauer, występował także w takich klubach jak Cuiabá, Bragança, CRB, Jagiellonia Białystok, Padova, Modena, US Palermo oraz SPAL. Zdobywca Pucharu Polski i Superpucharu Ekstraklasy. Od 2011 oprócz obywatelstwa rodzimej Brazylii, posiada także obywatelstwo polskie. Uczestnik Mistrzostw Europy 2016 oraz Mistrzostw Świata 2018.

## Kariera klubowa

### Początki kariery
Cionek rozpoczął swoją karierę w juniorskim zespole Vila Hauer Esporte Clube, skąd w 2005 przeniósł się do czwartoligowego wówczas klubu Cuiabá. Następnie na początku 2007 przeniósł się do portugalskiego trzecioligowca, GD Bragança, zaś 18 marca 2007 podczas zremisowanego 1:1 spotkania z Moreirense FC zadebiutował w nowych barwach, zdobywając zarazem swoją pierwszą bramkę. W sumie w Portugalii rozegrał dwa spotkania, jednak jego klub spadł z ligi, dlatego też Cionek zdecydował się na powrót do Brazylii, gdzie związał się z drugoligowym CRB. Latem 2008 opuścił zespół, który zajmował wówczas ostatnie miejsce w lidze, i powrócił do Europy. Początkowo trafił na testy do włoskich Chievo i Atalanty BC, a następnie jego umiejętności sprawdzał Lech Poznań.

### Jagiellonia Białystok

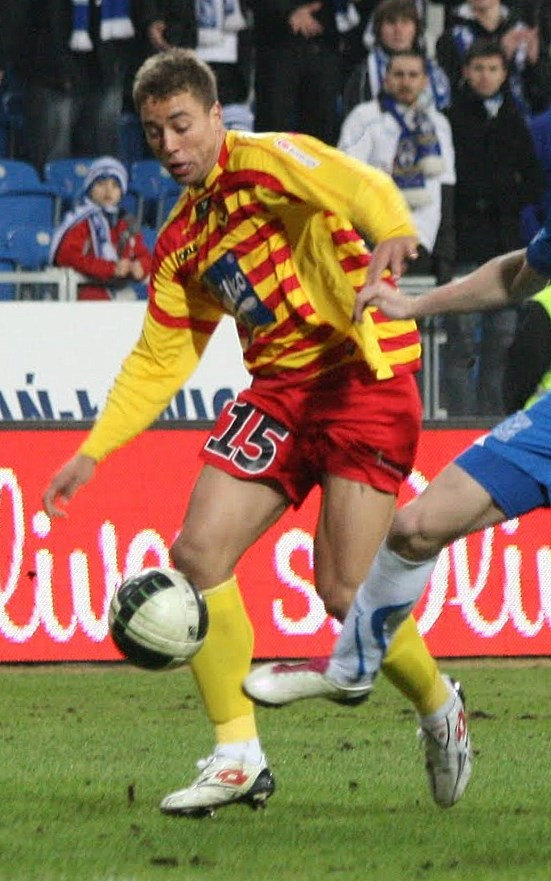
Thiago w barwach Jagiellonii

Pod koniec czerwca 2008 trafił na testy do Jagiellonii Białystok. Trzy tygodnie później, 20 lipca, podpisał z klubem trzyletni kontrakt, w którym jednak zawarto klauzulę umożliwiającą rozwiązanie go po roku. Początkowo Cionek miał problemy z uzyskaniem pozwolenia na pracę, przez co w nowych barwach zadebiutował dopiero 2 września podczas wygranego 4:1 spotkania Pucharu Ekstraklasy z ŁKS-em Łódź, w którym zdobył także swoją pierwszą bramkę dla Jagiellonii. Dziesięć dni później zadebiutował w Ekstraklasie, wychodząc w podstawowym składzie na przegrane 0:1 spotkanie z ŁKS-em. 8 maja 2009 w 34. minucie meczu z Lechią Gdańsk, Cionek zdobył swoją pierwszą bramkę w lidze. Chwilę potem, ciesząc się z bramki, za zdjęcie koszulki otrzymał drugą żółtą kartkę, a konsekwencji czerwoną i musiał opuścić boisko, zaś Jagiellonia przegrała to spotkanie 1:3. 30 maja strzelił bramkę samobójczą w przegranym 0:2 spotkaniu z GKS-em Bełchatów. Ostatecznie Jagiellonia zakończyła rozgrywki na 8. miejscu, a sam Cionek rozegrał w jej barwach w sumie 19 spotkań, zdobywając 2 bramki.
Pierwszy występ w sezonie 2009/10 zanotował 8 sierpnia 2009, zmieniając Igora Lewczuka w 89. minucie zremisowanego 1:1 meczu z GKS-em Bełchatów. 19 kwietnia 2010 zdobył bramkę podczas przegranego 1:2 meczu z Legią Warszawa. W trakcie całej kampanii Cionek rozegrał w sumie 32 spotkania i zdobył jednego gola, zaś Jagiellonia uplasowała się na 11. miejscu. Klub dotarł także do finału Pucharu Polski, w którym pokonał Pogoń Szczecin 1:0. Sam jednak w meczu finałowym nie wystąpił z powodu przekroczenia limitu żółtych kartek.

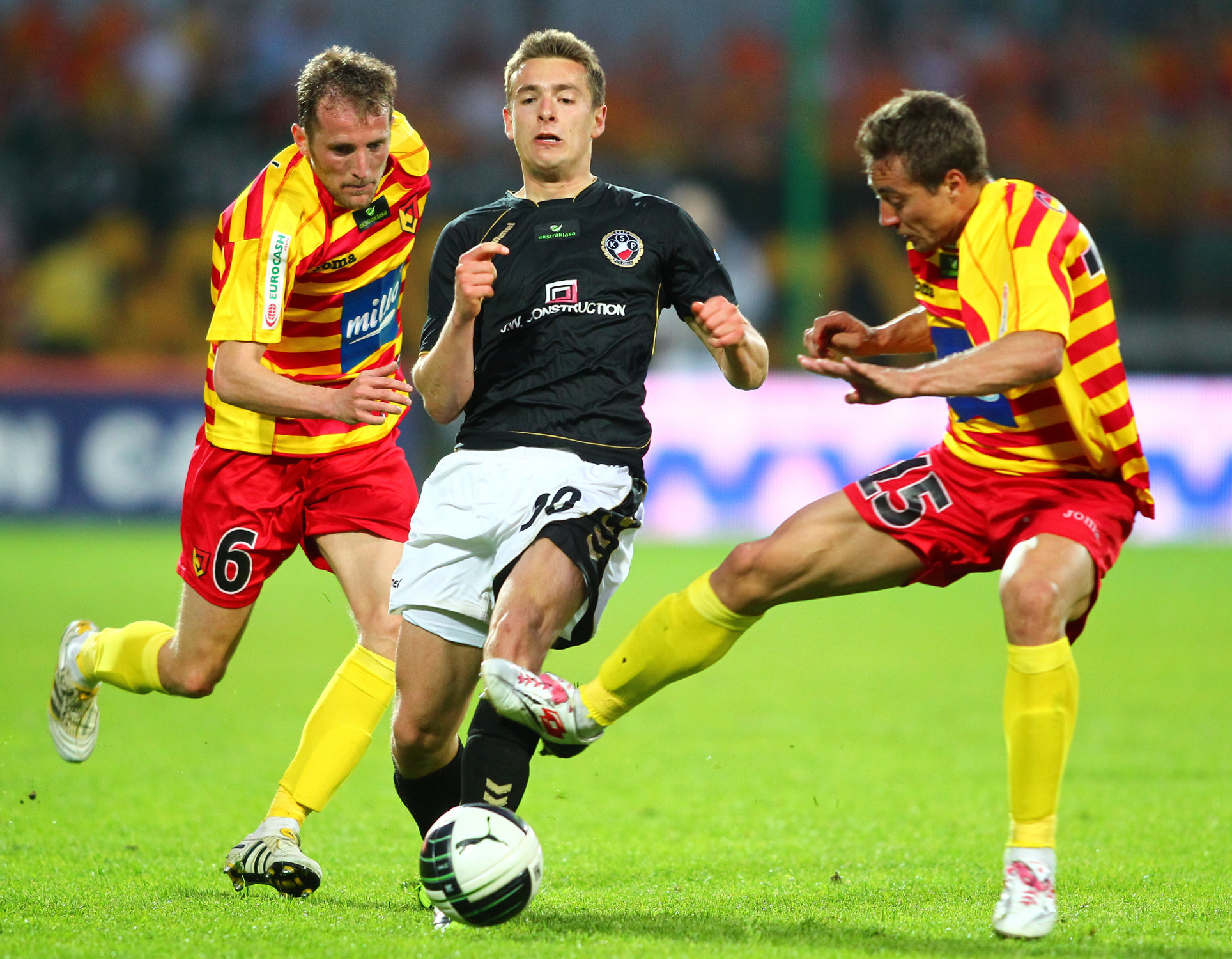
Faul Cionka na Arturze Sobiechu, po którym ukarany został czerwoną kartką oraz zawieszeniem

Przed rozpoczęciem kolejnych rozgrywek Cionek przedłużył swój kontrakt z Jagiellonią do 30 czerwca 2013. Dzięki zdobyciu krajowego pucharu, Jagiellonia otrzymało prawo gry w 3. rundzie eliminacyjnej Ligi Europy, gdzie trafiła na grecki Aris FC. 29 lipca 2010 klub przegrał z Arisem 1:2, zaś Cionek, dla którego był to debiut w europejskich pucharach, rozegrał pełne spotkanie. 1 sierpnia Jagiellonia z Cionkiem w składzie wygrała 1:0 z Lechem Poznań i sięgnęła po Superpucharu Polski. 5 marca 2011, w 88. minucie zremisowanego 0:0 meczu z GKS-em Bełchatów, Cionek został wyrzucony z boiska po ujrzeniu dwóch żółtych kartek. 10 maja ponownie został ukarany czerwoną kartką, tym razem z powodu brutalnego faulu na Arturze Sobiechu, który miał miejsce podczas przegranego 0:2 spotkania z Polonią Warszawa. Dwa dni później Komisja Ligi ukarała go za to przewinienie trwającym sześć spotkań zawieszeniem. Karę na zawodnika nałożyła także sama Jagiellonia, która nakazała Cionkowi zapłacić grzywnę w wysokości 15 tysięcy złotych, a także oddelegowała go do dziesięciogodzinnej pracy z młodzieżą. Ostatecznie rozegrał on w trakcie całych rozgrywek 26 spotkań, a Jagiellonia znalazła się na 4. miejscu w tabeli Ekstraklasy.
Sezon 2011/12 Jagiellonia ponownie rozpoczęła od udziału w Lidze Europy. Tym razem odpadła w 1. rundzie eliminacyjnej po przegranym 1:2 dwumeczu z kazachskim Irtyszem Pawłodar. W obu spotkaniach Cionek grał przez pełne 90 minut. 11 września w przegranym 2:3 spotkaniu z Polonią Warszawa strzelił bramkę samobójczą, a pięć dni później podczas przegranego 1:4 meczu z Lechem Poznań ponownie trafił do własnej siatki. Trzeciego w sezonie gola samobójczego strzelił 11 listopada w przegranym 0:2 meczu ze Śląskiem Wrocław. Pierwszą w trwających wówczas rozgrywkach bramkę dla Jagiellonii zdobył 23 marca 2012 w wygranym 4:1 spotkaniu z Widzewem Łódź. Sezon zakończył z 32 występami na koncie oraz jednym golem, zaś Jagiellonia uplasowała się na 10. pozycji w tabeli.

### Padova
30 sierpnia 2012 podpisał trzyletni kontrakt z włoską Padovą. W nowych barwach zadebiutował 3 września podczas przegranego 2:3 spotkania ligowego z Livorno, występując przez pełne 90 minut. Przez cały sezon Cionek rozegrał w sumie 30 spotkań w Serie B, wszystkie w pełnym wymiarze czasowym, i zajął z zespołem 11. miejsce w lidze.

### Modena

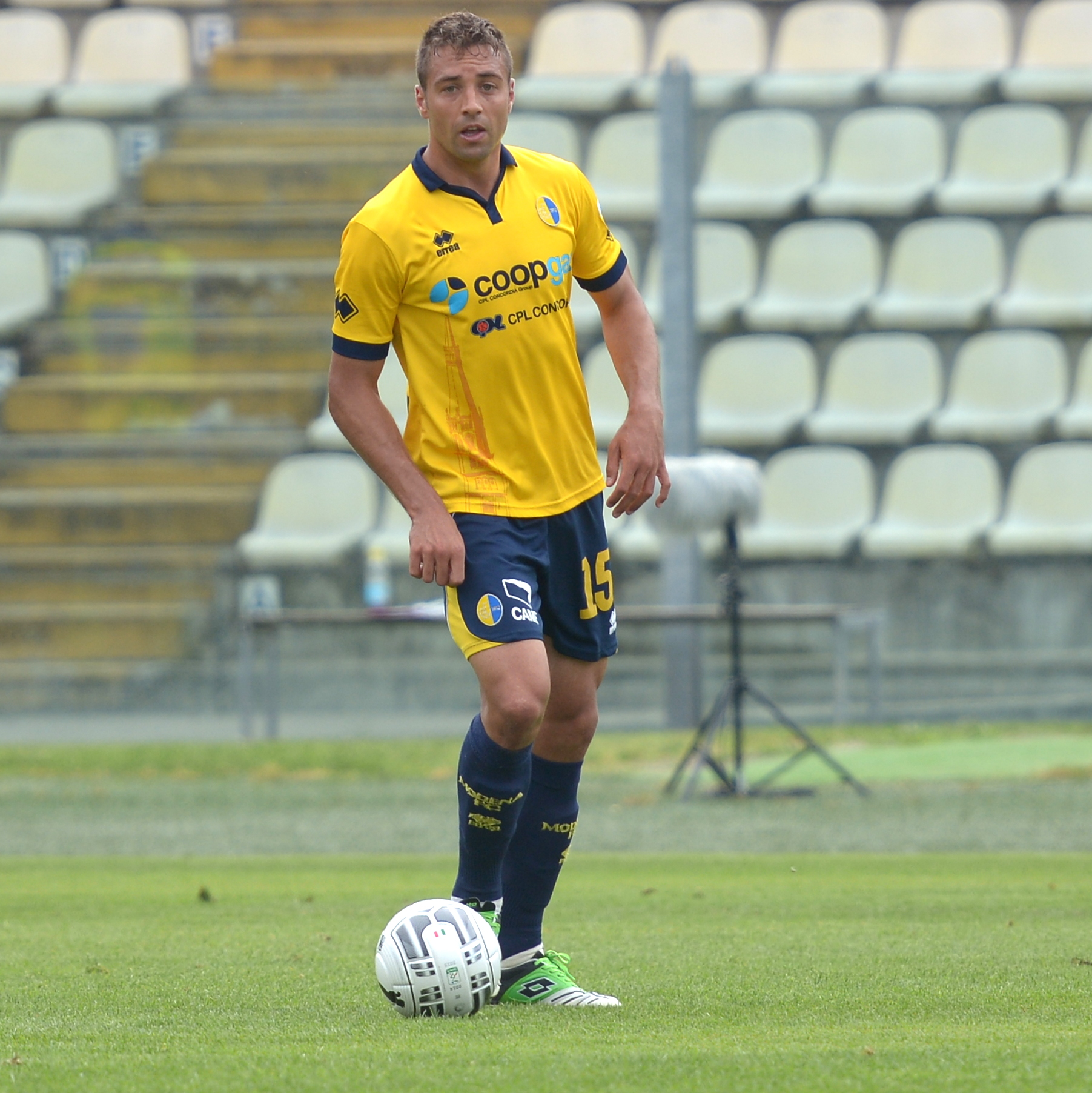
Thiago w barwach Modeny

2 września 2013 drugoligowa Modena poinformowała o rocznym wypożyczeniu Cionka. Pierwszy mecz w barwach klubu rozegrał 5 października. Wówczas jego drużyna przegrała 1:2 z Empoli FC, zaś Cionek pojawił się na boisku w 29. minucie w miejsce Alessandro Potenzy. Swoją pierwszą bramkę we Włoszech zdobył 8 marca 2014 podczas zremisowanego 2:2 spotkania z Padovą. W sumie w trakcie sezonu wystąpił 31-krotnie, zdobywając jedną bramkę oraz awansując z klubem do baraży o awans do Serie A. Po sezonie Modena zdecydowała się wykupić Cionka, podpisując z nim trzyletni kontrakt.

### Palermo
W styczniu 2016 podpisał dwuipółletni kontrakt z US Palermo. W barwach klubu zadebiutował 3 kwietnia tego samego roku, wychodząc w podstawowym składzie i rozgrywając pełne 90 minut przegranego 1:3 ligowego spotkania z Chievo Werona. Był to jego debiut w Serie A. Miejsce w składzie wywalczył sobie jednak dopiero pod koniec sezonu, notując za swoje występy pozytywne recenzje we włoskich mediach.

### SPAL
13 stycznia 2018 podpisał 2,5-letni kontrakt z występującą w Serie A, drużyną SPAL.

### Reggina
Pod koniec września 2020 roku Cionek podpisał trzyletni kontrakt z klubem z włoskiej Serie B Urbs Sportiva Reggina 1914.

## Kariera reprezentacyjna
W 2010, jeszcze przed otrzymaniem polskiego obywatelstwa, Cionek wyraził chęć gry w reprezentacji Polski. 6 maja 2014 otrzymał pierwsze powołanie od selekcjonera Adama Nawałki, a siedem dni później zadebiutował w narodowych barwach, wychodząc w podstawowym składzie na zremisowane 0:0 towarzyskie spotkanie z Niemcami.
Pod koniec maja 2016 znalazł się w 23-osobowej kadrze powołanej na Mistrzostwa Europy 2016.
4 czerwca 2018 znalazł się w 23-osobowej kadrze powołanej na Mistrzostwa Świata 2018. Podczas pierwszego meczu z Senegalem strzelił gola samobójczego.

## Statystyki kariery klubowej
(aktualne na dzień 16 lipca 2021)
| Klub                  | Sezon              | Liga               | Liga  | Liga   | Puchar kraju | Puchar kraju | Puchar ligi | Puchar ligi | Europa | Europa | Inne  | Inne   | Suma  | Suma   |
| Klub                  | Sezon              | Liga               | Mecze | Bramki | Mecze        | Bramki       | Mecze       | Bramki      | Mecze  | Bramki | Mecze | Bramki | Mecze | Bramki |
| --------------------- | ------------------ | ------------------ | ----- | ------ | ------------ | ------------ | ----------- | ----------- | ------ | ------ | ----- | ------ | ----- | ------ |
| Bragança              | 2006/07            | Segunda Divisão    | 2     | 1      | 0            | 0            | –           | –           | –      | –      | –     | –      | 2     | 1      |
| Bragança              | Ogólnie            | Ogólnie            | 2     | 1      | 0            | 0            | 0           | 0           | 0      | 0      | 0     | 0      | 2     | 1      |
| CRB                   | 2007               | Série B            | 1     | 0      | –            | –            | –           | –           | –      | –      | –     | –      | 1     | 0      |
| CRB                   | 2008               | Série B            | 0     | 0      | –            | –            | –           | –           | –      | –      | –     | –      | 0     | 0      |
| CRB                   | Ogólnie            | Ogólnie            | 1     | 0      | 0            | 0            | 0           | 0           | 0      | 0      | 0     | 0      | 1     | 0      |
| Jagiellonia Białystok | 2008/09            | Ekstraklasa        | 12    | 1      | 2            | 0            | 5           | 1           | –      | –      | –     | –      | 19    | 2      |
| Jagiellonia Białystok | 2009/10            | Ekstraklasa        | 27    | 1      | 5            | 0            | –           | –           | –      | –      | –     | –      | 32    | 1      |
| Jagiellonia Białystok | 2010/11            | Ekstraklasa        | 21    | 0      | 3            | 0            | –           | –           | 1      | 0      | 1     | 0      | 26    | 0      |
| Jagiellonia Białystok | 2011/12            | Ekstraklasa        | 29    | 1      | 1            | 0            | –           | –           | 2      | 0      | –     | –      | 32    | 1      |
| Jagiellonia Białystok | 2012/13            | Ekstraklasa        | 2     | 0      | 0            | 0            | –           | –           | –      | –      | –     | –      | 2     | 0      |
| Jagiellonia Białystok | Ogólnie            | Ogólnie            | 91    | 3      | 11           | 0            | 5           | 1           | 3      | 0      | 1     | 0      | 111   | 4      |
| Padova                | 2012/13            | Serie B            | 30    | 0      | 0            | 0            | –           | –           | –      | –      | –     | –      | 30    | 0      |
| Padova                | 2013/14            | Serie B            | 1     | 0      | 2            | 0            | –           | –           | –      | –      | –     | –      | 3     | 0      |
| Padova                | Ogólnie            | Ogólnie            | 31    | 0      | 2            | 0            | 0           | 0           | 0      | 0      | 0     | 0      | 33    | 0      |
| Modena (wyp.)         | 2013/14            | Serie B            | 33    | 1      | 0            | 0            | –           | –           | –      | –      | –     | –      | 33    | 1      |
| Modena                | 2014/15            | Serie B            | 36    | 1      | 3            | 0            | –           | –           | –      | –      | –     | –      | 39    | 1      |
| Modena                | 2015/16            | Serie B            | 15    | 0      | 2            | 0            | –           | –           | –      | –      | –     | –      | 17    | 0      |
| Modena                | Ogólnie            | Ogólnie            | 84    | 2      | 5            | 0            | 0           | 0           | 0      | 0      | 0     | 0      | 89    | 2      |
| Palermo               | 2015/16            | Serie A            | 5     | 0      | 0            | 0            | –           | –           | –      | –      | –     | –      | 5     | 0      |
| Palermo               | 2016/17            | Serie A            | 29    | 0      | 1            | 0            | –           | –           | –      | –      | –     | –      | 30    | 0      |
| Palermo               | 2017/18            | Serie B            | 16    | 1      | 2            | 0            | –           | –           | –      | –      | –     | –      | 18    | 1      |
| Palermo               | Ogólnie            | Ogólnie            | 50    | 1      | 3            | 0            | 0           | 0           | 0      | 0      | 0     | 0      | 53    | 1      |
| SPAL                  | 2017/18            | Serie A            | 15    | 1      | 0            | 0            | –           | –           | –      | –      | –     | –      | 15    | 1      |
| SPAL                  | 2018/19            | Serie A            | 31    | 0      | 2            | 0            | –           | –           | –      | –      | –     | –      | 33    | 0      |
| SPAL                  | 2019/20            | Serie A            | 28    | 0      | 2            | 1            | –           | –           | –      | –      | –     | –      | 30    | 1      |
| SPAL                  | Ogólnie            | Ogólnie            | 74    | 1      | 4            | 1            | 0           | 0           | 0      | 0      | 0     | 0      | 78    | 2      |
| Reggina               | 2020/21            | Serie B            | 29    | 1      | 1            | 0            | –           | –           | –      | –      | –     | –      | 30    | 1      |
| Reggina               | Ogólnie            | Ogólnie            | 29    | 1      | 1            | 0            | 0           | 0           | 0      | 0      | 0     | 0      | 30    | 1      |
| Ogólnie w karierze    | Ogólnie w karierze | Ogólnie w karierze | 362   | 9      | 26           | 1            | 5           | 1           | 3      | 0      | 1     | 0      | 397   | 11     |

## Statystyki kariery reprezentacyjnej

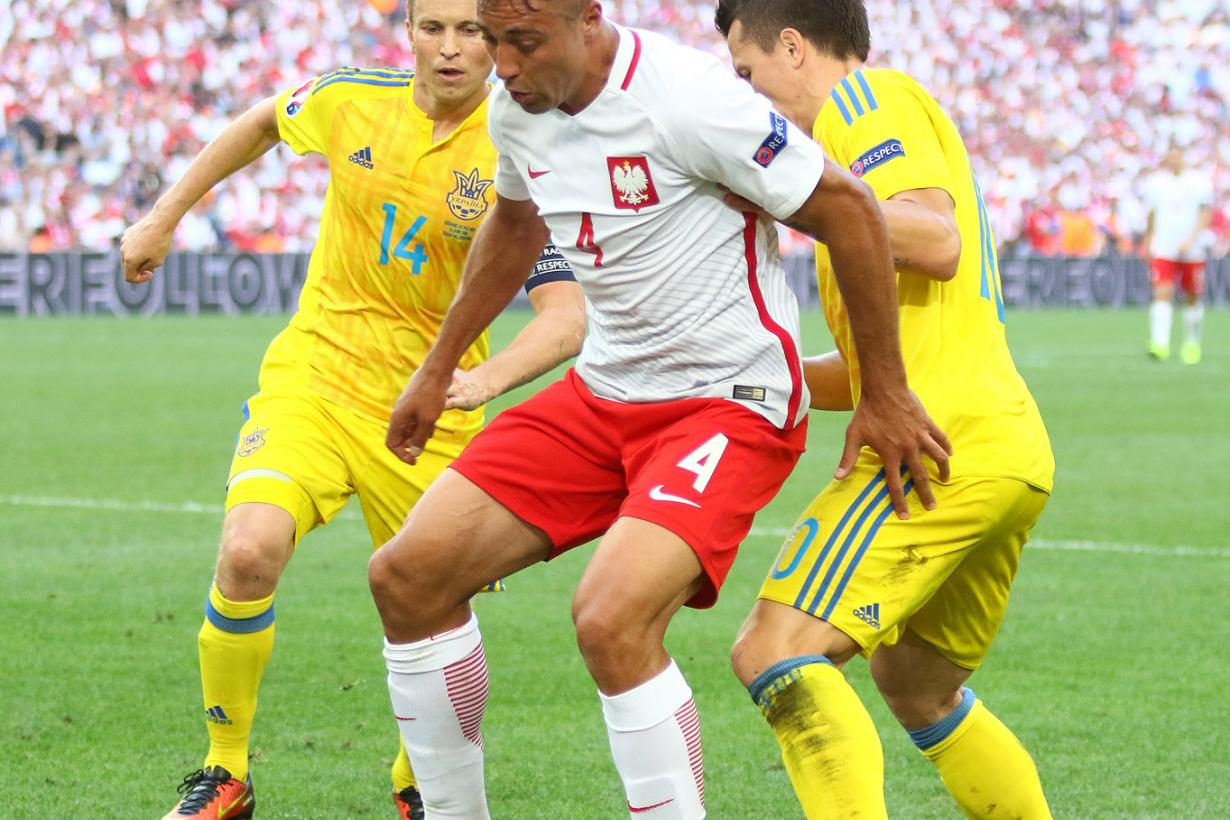
Thiago podczas wygranego meczu 0:1 z Ukrainą na ME 2016

(aktualne na dzień 19 czerwca 2018)
| Reprezentacja | Rok     | Występy | Gole |
| ------------- | ------- | ------- | ---- |
| Polska        | 2014    | 2       | 0    |
| Polska        | 2015    | 2       | 0    |
| Polska        | 2016    | 6       | 0    |
| Polska        | 2017    | 6       | 0    |
| Polska        | 2018    | 5       | 0    |
| Ogólnie       | Ogólnie | 21      | 0    |

| 1.  | 13.05.2014 | Hamburg, Niemcy       | Niemcy           | 0:0 |  | towarzyski   |
| 2.  | 18.11.2014 | Wrocław, Polska       | Szwajcaria       | 2:2 |  | towarzyski   |
| 3.  | 16.06.2015 | Gdańsk, Polska        | Grecja           | 0:0 |  | towarzyski   |
| 4.  | 17.11.2015 | Wrocław, Polska       | Czechy           | 3:1 |  | towarzyski   |
| 5.  | 01.06.2016 | Gdańsk, Polska        | Holandia         | 1:2 |  | towarzyski   |
| 6.  | 06.06.2016 | Kraków, Polska        | Litwa            | 0:0 |  | towarzyski   |
| 7.  | 21.06.2016 | Marsylia, Francja     | Ukraina          | 1:0 |  | ME 2016      |
| 8.  | 08.10.2016 | Warszawa, Polska      | Dania            | 3:2 |  | el. MŚ 2018  |
| 9.  | 11.10.2016 | Warszawa, Polska      | Armenia          | 2:1 |  | el. MŚ 2018  |
| 10. | 14.11.2016 | Wrocław, Polska       | Słowenia         | 1:1 |  | towarzyski   |
| 11. | 26.03.2017 | Podgorica, Czarnogóra | Czarnogóra       | 2:1 |  | el. MŚ 2018  |
| 12. | 10.06.2017 | Warszawa, Polska      | Rumunia          | 3:1 |  | el. MŚ 2018  |
| 13. | 01.09.2017 | Kopenhaga, Dania      | Dania            | 0:4 |  | el. MŚ 2018  |
| 14. | 05.10.2017 | Erywań, Armenia       | Armenia          | 6:1 |  | el. MŚ 2018  |
| 15. | 10.11.2017 | Warszawa, Polska      | Urugwaj          | 0:0 |  | towarzyski   |
| 16. | 13.11.2017 | Gdańsk, Polska        | Meksyk           | 0:1 |  | towarzyski   |
| 17. | 27.03.2018 | Chorzów, Polska       | Korea Południowa | 3:2 |  | towarzyski   |
| 18. | 08.06.2018 | Poznań, Polska        | Chile            | 2:2 |  | towarzyski   |
| 19. | 12.06.2018 | Warszawa, Polska      | Litwa            | 4:0 |  | towarzyski   |
| 20. | 19.06.2018 | Moskwa, Rosja         | Senegal          | 1:2 |  | MŚ 2018      |
| 21. | 20.11.2018 | Guimarães, Portugalia | Portugalia       | 1:1 |  | LN 2018/2019 |

## Sukcesy
Jagiellonia Białystok
- Puchar Polski: 2009/2010
- Superpuchar Ekstraklasy: 2010

## Życie prywatne
Urodził się w Brazylii, jego ojcem był Mario Cionek (ur. 26 czerwca 1957, zm. 28 stycznia 2023). Jego pradziadkowie, Agata Sykulska i Franciszek Cionek, byli Polakami, którzy przed I wojną światową opuścili ojczyznę i osiedlili się w Kurytybie. We wrześniu 2009 złożył wniosek o przyznanie polskiego obywatelstwa, które uzyskał 3 października 2011.